# Paternitate (Star Trek: Generația următoare)
„Paternitate” (titlu original: „The Offspring”) este al 16-lea episod din al treilea sezon al serialului TV american științifico-fantastic Star Trek: Generația următoare și al 64-lea episod în total. A avut premiera la 12 martie 1990.
Episodul a fost regizat de Jonathan Frakes după un scenariu de René Echevarria.

## Prezentare
Data creează un tânăr ginoid, „Lal”, pe care îl consideră a fi fiica sa. Însă, un amiral al Flotei Stelare ajunge pe Enterprise și cere ca Lal să fie îndepărtată de la bordul navei.

## Actori ocazionali
- Hallie Todd - Lal
- Leonard Crofoot - Lal (mannequin version)
- Nicolas Coster - Admiral Anthony Haftel
- Whoopi Goldberg - Guinan
- Judyann Elder - Ballard
- Diane Moser - Ten Forward Crewmember
- Hayne Bayle - Ten Forward Crewmember
- Maria Leone - Ten Forward Crewmember
- James G. Becker - Ten Forward Crewmember (Youngblood)